# Кузьома Олександр Іванович
Кузьома Олександр Іванович (16 серпня (29 серпня) 1902, Ромни, Роменський повіт, Полтавська губернія, Російська імперія — пом. 3 березня 1971, Київ, Українська РСР, СРСР) — український радянський вчений-селекціонер, учасник Другої світової війни.

## Життєпис
Народився 29 серпня 1902 року в місті Ромни в родині військовослужбовця. У 1923 році закінчив вечірний робітничо-селянський університет, а у 1929 — Київський ветеринарно-зоотехнічний інститут, набувши кваліфікацію організатора-зоотехніка.
Протягом 1927—1930 років працював лаборантом, а потім завідувачем виробничої лабораторії Антонівського рибного господарства (Красилівський район, Хмельницької області), у 1930—1937 роки — завідувачем Антонівського науково-дослідного пункту Інституту рибного господарства. У період з 1937 по 1941 роки працював за сумісництвом на посадах завідувача відділу ставового господарства та сектору генетики і селекції риб Українського науково-дослідного інституту рибного господарства в Києві, а також заступника директора з наукової частини Васильківської рибницької селекційної станції.
У період німецько-радянської війни брав участь у боях з німецькими загарбниками. Після демобілізації — з 1946 року повернувся до роботи в інституті, де і працював до кінця життя, спочатку завідувачем відділу ставового господарства, а потім завідувачем відділу генетики та селекції риб. У 1948 році отримав звання старшого наукового співробітника за кваліфікацією «генетика і селекція риб». 
Член республіканської комісії з племінної справи, а також іхтіологічної комісії при Міністерстві рибного господарства СРСР. 
Помір 3 березня 1971 року у Києві. Похований на Берківецькому кладовищі. 

## Науковий доробок
Розробляв теоретичні основи пород, покращення коропа, генетичні аспекти успадкування лускатого покриву й гіногенетичний механізм розмноження риб. Запропонував низку нових методів племінної та селекційної роботи з коропом (лінійне розведення, масовий і гніздовий відбір тощо). Автор української рамчастої та лускатої порід коропів, а також коропо-карасевих і карасевих гібридів.
Розробив нову оригінальну систему структуризації українських порід коропа, яка включає ряд зональних (екологічних) та внутрішньопорідних типів. За його керівництва та безпосередньої участі створено антонінсько-зозуленецькі та несвицькі зональні типи коропа.

## Нагороди
- Орден «Знак пошани».

## Вибрані праці
- Организационные основы породного улучшения карпа в рыбхозах УССР // Тр. НИИ пруд. и озер. рыбного хоз-ва. К.; Х., 1950. Т. 7;
- Резерви збільшення рибопродуктивності ставів // Зб. пр. Укр. НДІ рибного господарства. К., 1962. Т. 14 (співавт.);
- Украинские породы карпа // Рыбоводство и рыболовство. 1966. № 1;
- Хозяйственная эффективность выращивания ропшинско-украинских помесных карпов // Рыбное хоз-во. 1968. № 6 (співавт.);
- Формирование нового племенного стада украинского чешуйчатого карпа (УКН-59) // Там само. 1970. № 10 (співавт.).